# Rittal Arena
Rittal Arena er siden 2005 hjemmebane for den tyske håndboldklub HSG Wetzlar. Hallen har en kapacitet på 6.000 pladser. Hallen er beliggende i centrum.